# アー・ユー・エクスペリエンスト?
『アー・ユー・エクスペリエンスト?』（Are You Experienced）は、ザ・ジミ・ヘンドリックス・エクスペリエンスが1967年に発表したデビュー・アルバム。
『ローリング・ストーン(Rolling Stone)』誌では、2003年の大規模なアンケート「オールタイム・グレイテスト・アルバム500」と「オールタイム・ベスト・デビュー・アルバム100」に於いて、それぞれ15位（前者は2020年版の改定で30位）。

## 解説
イギリスで発売されたオリジナル盤は、既発のシングル3曲（「ヘイ・ジョー」「パープル・ヘイズ（紫のけむり）」「ザ・ウィンド・クライズ・メアリー（風の中のメアリー）」は含まず、全て新曲で構成された。ジミ・ヘンドリックス・エクスペリエンスはデビューシングル「ヘイ・ジョー」が全英4位のヒットとなり、本作発売日の5日前にロンドンでヘッドライナーとしての初公演を行うなど、イギリス（およびヨーロッパ圏）での人気を確立しつつあった。
本作は、全英2位の大ヒットとなるが、ビートルズの『サージェント・ペパーズ・ロンリー・ハーツ・クラブ・バンド』に阻まれ、1位獲得はならなかった。
ギターのフィードバック奏法で始まる「フォクシー・レディ」、テープの逆回転を取り入れた「アー・ユー・エクスペリエンスト?」など、当時としては最先端の音作りを駆使しているが、その一方で、伝統的な12小節形式のブルース・ソング「レッド・ハウス」もある。
オリジナル盤（アナログLP）はモノラル盤とステレオ盤が作られたが、CDではほとんどの楽曲がステレオで収録されている。

## 収録曲の変遷
1967年6月18日、モンタレー・ポップ・フェスティバルでの伝説的なパフォーマンスにより、ヘンドリックスは母国アメリカでも名声を高める。それを受けて、8月には本作がアメリカでも発売されるが、ジャケットや収録曲はオリジナル版と異なっていた（オリジナル盤から3曲を外し、シングルA面の3曲を追加した内容）。カナダ版もアメリカ版と同様の仕様だった。
1993年に本作がCD用としてリマスターされた際、シングルA面・B面の6曲（後述）が、オリジナル盤11曲の前に位置する曲順で追加された。（この版の日本発売は無し）
1997年にエクスペリエンス・ヘンドリックス（ヘンドリックスの遺族や関係者による財団）が監修したリマスターCD以降は、オリジナル版11曲の後にシングル曲6曲を収録するインターナショナル版と、北米発売向けにアメリカ版収録曲の後にシングル・カップリング曲とアメリカ版LP未収録曲が収録された2種類の形に統一されている。
2010年のソニー/レガシー・リイシューではインターナショナル版収録の「Red House（モノ・ミックス）」が、ヴィニール盤起しからアルバム「Blues」収録のマスターテープ版に差し替えられた。

## 収録曲
オリジナル盤は全曲ジミ・ヘンドリックスが作詞と作曲を行った。シングルA面曲「ヘイ・ジョー」のみビリー・ロバーツ作。

### オリジナル盤
A面
1. フォクシー・レディ - Foxy Lady
2. マニック・デプレッション - Manic Depression
3. レッド・ハウス - Red House
4. キャン・ユー・シー・ミー? - Can You See Me
5. ラヴ・オア・コンフュージョン - Love Or Confusion
6. 今日を生きられない - I Don't Live Today

B面
1. メイ・ディス・ビー・ラヴ - May This Be Love
2. ファイア - Fire
3. サード・ストーン・フロム・ザ・サン - Third Stone From the Sun
4. リメンバー - Remember
5. アー・ユー・エクスペリエンスト? - Are You Experienced?

### アメリカ・カナダ盤
A面
1. Purple Haze
2. Manic Depression
3. Hey Joe  (Billy Roberts)
4. Love Or Confusion
5. May This Be Love
6. I Don't Live Today

B面
1. The Wind Cries Mary
2. Fire
3. Third Stone From the Sun
4. Foxy Lady
5. Are You Experienced?

### ボーナス・トラック
1. ヘイ・ジョー - Hey Joe（デビューシングルA面）
2. ストーン・フリー - Stone Free（デビューシングルB面）
3. 紫のけむり - Purple Haze（2ndシングルA面）
4. 第51回記念祭 - 51st Anniversary（2ndシングルB面）
5. 風の中のメアリー - The Wind Cries Mary（3rdシングルA面）
6. ハイウェイ・チャイル - Highway Chile（3rdシングルB面）

### DVD
1. 紫のけむり
2. メイ・ディス・ビー・ラヴ
3. 風の中のメアリー
4. アー・ユー・エクスペリエンスト?

## 参加ミュージシャン
- ジミ・ヘンドリックス - ギター、ボーカル
- ノエル・レディング - ベース、コーラス
- ミッチ・ミッチェル - ドラムス、コーラス

## 収録曲の主なカヴァー例
- ポール・ロジャースのライブ・アルバム『シングズ・ジミ・ヘンドリックス・ライヴ』（1993年）に、「フォクシー・レディ」「マニック・デプレッション」、「ストーン・フリー」「紫のけむり」のカヴァー収録。
- 「フォクシー・レディ」は、ギル・エヴァンス『プレイズ・ジミ・ヘンドリックス』（1974年）、ザ・キュアー『スリー・イマジナリー・ボーイズ』（1979年）などにカヴァー収録。また、ミック・ジャガーもソロ・ライブで採り上げている。ZZトップも、DVD『ライヴ・フロム・テキサス』にて採り上げており、2009年にマディソン・スクエア・ガーデンにて行われた、「ロックの殿堂 25周年アニバーサリーコンサート」では、メンバーのビリー･ギボンズとジェフ・ベックによるセッションを披露。
- 「マニック・デプレッション」は、イングヴェイ・マルムスティーンのカヴァー・アルバム『インスピレーション』（1996年）などで取り上げられた（ボーカルもイングヴェイ自身が担当）。
- 「レッド・ハウス」は、アルバート・キング『レッド・ハウス』（1991年）、矢野沙織『SAKURA STAMP』（2005年）などで取り上げられた。
- 「ファイア」は、レッド・ホット・チリ・ペッパーズ『母乳』（1989年）などで採り上げられた。また、ウッドストック 1999のアンコールでも歌っている。
- 「アー・ユー・エクスペリエンスト?」は、ディーヴォ『シャウト』(表記は「A U Experienced?」)（1984年）、パティ・スミス『トゥウェルヴ』（2007年）などで取り上げられた。ディーヴォの同曲のPVでは、ライヴステージ上に置かれた棺から出てきたジミ・ヘンドリクスに酷似した人物がギターを演奏する（歯で弾くなど）して棺に戻っていくシーンが存在する。
- HISは、「紫のけむり」を「パープル・ヘイズ音頭」としてカヴァーした。

## その他
- 「紫のけむり」はAppleのPower Mac G4 CubeのテレビCMで使用されたほか、多数の使用例がある。
- 「アー・ユー・エクスペリエンスト?」はマイクロソフトのWindows XPのテレビCMで使用された。
- 2002年、「キャン・ユー・シー・ミー?」が日本のテレビ番組『堂本剛の正直しんどい』（テレビ朝日系）のオープニングテーマに起用された[2]。